# Гермаковка
Гермаковка (укр. Гермаківка) — село в Иване-Пустенской сельской общине Чортковского района Тернопольской области Украины.
До 2020 года входило в Борщёвский район.
Код КОАТУУ — 6120882101. Население по переписи 2001 года составляло 1854 человека.

## Географическое положение
Село Гермаковка находится в 2-х км от правого берега реки Збруч,
выше по течению на расстоянии в 2 км расположено село Нивра,
ниже по течению на расстоянии в 4 км расположено село Залесье.
По селу протекает пересыхающий ручей с запрудой.
Рядом проходят автомобильная дорога Т-2002 и
железная дорога, станция Гермаковка.

## История
- 1641 год — первое упоминание о селе.

## Объекты социальной сферы
- Школа I—II ст.
- Дом культуры.
- Фельдшерско-акушерский пункт.